# Helena Valley Southeast
Helena Valley Southeast è un census-designated place degli Stati Uniti d'America, nella contea di Lewis and Clark, nello Stato del Montana. Al censimento del 2010 la città contava 8 227 abitanti. 
Fa parte dell'area metropolitana di Helena.